# もろ多玉枝・広多成三郎
もろ多玉枝・広多成三郎（もろたたまえ・ひろたなりさぶろう）は戦前、戦後にかけて活躍した漫才コンビ。

## 来歴
玉枝の前歴は不明。成三郎は奈良県の出身で材木商ののち1925年頃荒川千成門下に。荒川成三郎・玉枝となる。1929年にすでに「荒川玉枝・成三郎」として吉本興業部の連名に名を連ね、戦中はわらわし隊なる慰問団に参加し中支那班の一員で派遣。戦前より「馬漫才」と称する漫才が有名で、成三郎が面長で色白の玉枝を馬に見立て、すべてのボケ、ツッコミ、ギャグ、落ちまでが馬の話に帰結するという漫才を行なった。
戦後は戎橋松竹に始まり、晩年は吉本興業の劇場に出ていた。その後、コンビ名は花月亭九里丸の姓名判断により「貰た、拾た」から考案されたもろ多玉枝・広多成三郎に改名。時々放送に出たが古老として淡々とした舞台に終始した。1960年に玉枝が死去し解散。
玉枝没後は小唄志津子(広多シズエの名で)と再婚してコンビを組み「馬漫才」に変わる「牛漫才」を行なった。
「澤田隆治が選んだ 爆笑!漫才傑作集(5)」に音源が収録されており芸を偲ぶ事ができる。弟子には古川一郎・二三子(のらくろショウ)がいる。

## メンバー
- もろ多玉枝（もろた たまえ、本名・福士玉枝、1901年1月15日 - 1960年）立ち位置は向かって左。

最初は荒川玉枝といった。顔が真っ白く細長いため、「馬」と言われた。
- 広多成三郎（ひろたなり さぶろう、本名・福士宇三郎、1899年6月4日 - 1974年）立ち位置は向かって右。

奈良県出身。荒川千成の門下。最初は荒川成三郎、広田成三郎といった。夫人は広多シズエの名でもろ多玉枝没後コンビを組む。

## リンク
広多成三郎・もろ多玉枝 | 上方漫才のすべて